# Жоржета Чакърова
Жоржета Константинова Чакърова е българска драматична и филмова актриса, една от звездите на Народния театър.

## Биография и творчество
Завършва актьорско майсторство за драматичен театър във ВИТИЗ „Кръстьо Сарафов“ в класа на професор Желчо Мандаджиев през 1964 г.
Работи в Драматичен театър „Йордан Йовков“ Толбухин (1964 – 1966), в Сатиричен театър „Алеко Константинов“ (1967 – 1969), Народен театър „Иван Вазов“ (1970 – 2002) и Театър 199.
Член на САБ, СБФД (1970).
Още през 1961 – 62 г. Чакърова се снима в първия си филм „Хроника на чувствата“ на режисьора Любомир Шарланджиев.
Чакърова е известна и с участието си заедно с актьора Климент Денчев в тв поредица „Магазинчето на приказките“, излъчвани в предаването „Лека нощ, деца“. Участва в много детски и тв предавания.
Чакърова е съпруга на Стефан Харитонов – режисьор на документални филми и основател на камерния ансамбъл „Йоан Кукузел“. Двамата имат дъщеря – актрисата и телевизионна водеща Александра Гюзелева – Шани (р. 1972 г.).

## Награди и отличия
- Заслужил артист (1978).
- Народен артист (1985).
- Димитровска награда (1971) за ролята си в пиесата „Почивка в Арко Ирис“ от Димитър Димов.
- Награда „Златна роза“: „за женска роля“ на (Марето) от филма „Хроника на чувствата“ на II ФБФ (Варна, 1962).
- „Наградата на София“ за ролята на (Амалия) от тв театър „Двубой“ от Иван Вазов (1973).
- „Наградата на САБ“: „за най-добра женска роля“ за ролята на (Нели) от пиесата „Унижените и оскърбените“ на Фьодор Достоевски (1978).

## Театрални роли
- „На приказки с Карел Чапек“
- „Унижените и оскърбените“ (Фьодор Достоевски) – Нелли
- „Почивка в Арко Ирис“ (Димитър Димов)

## Телевизионен театър
- „Ретро“ (1988) (Александър Галин), 2 части
- „Неделен експрес“ (1984)
- „Търси се нова майка“ (1983) (Олга Кръстева)
- „Музикален момент“ (1983) (Върбан Боров)
- „Маскарад“ (1980) (Михаил Лермонтов), 2 части
- „В Чинцано всичко е спокойно“ (1976) (Любен Попов) - мюзикъл
- „Севилският бръснар“ (1974) (от Пиер дьо Бомарше), мюзикъл - Розин
- „Война в джунглата“ (1974) (Димитър Подвързачов)
- „Не подлежи на обжалване“ (1973) (Лозан Стрелков)
- „Дипломат“ (1971) (Самуел Альошин)
- „Диалози“ (1970) (Кръстю Пишурка)
- „Трагичната история на д-р Фауст“ (1970) (Кристофър Марлоу, реж. Павел Павлов) – Завистта
- „Разпаленият въглен“ (1970) (Лозан Стрелков)
- „Джени – жена по природа“ (1969) (Ърскин Колдуел)
- „Двубой“ (Иван Вазов) – Амалия
- „Човекът от Ла Манча“ (1968) (Мигел де Сервантес) - Дулсинея

## Филмография
| Година | Филми и Сериали              | Серии  | Роля                                                |
| ------ | ---------------------------- | ------ | --------------------------------------------------- |
| 2019   | Див чесън                    |        | съпругата на Васил                                  |
| 1999   | Клиника на третия етаж       | 35     | Ценка Филипова, майка на д-р Филипов (в 1 серия: I) |
| 1983   | Търси се нова майка          |        |                                                     |
| 1982   | Ако нямаше цветя             |        | Дездемона                                           |
| 1979   | Бумеранг                     |        |                                                     |
| 1974   | Трудна любов                 |        | съпругата на Иван                                   |
| 1972   | Тихият беглец                |        | Звездица Коледарова                                 |
| 1970   | Демонът на империята         | 10     | Евгения                                             |
| 1970   | Черните ангели               | 2      | гражданка от ресторанта                             |
| 1970   | Дъжд                         |        | бившата приятелка на Борис                          |
| 1968   | Мъже в командировка          | 3 нов. | Мария / колежката на Кирил (в 1-та: „Пуловерът“)    |
| 1968   | Гибелта на Александър Велики |        | Светла, приятелката на Сашо                         |
| 1966   | Семейство Калинкови          | 12     | Диана, приятелка на Бистра                          |
| 1964   | Черната река                 |        | Донка                                               |
| 1962   | Хроника на чувствата         |        | Марето, арматуристка                                |